# Communauté d'Agglomération de Marne et Gondoire
La communauté d'agglomération de Marne et Gondoire (CAMG) est une communauté d'agglomération française située dans le département de Seine-et-Marne en région Île-de-France.

## Historique
La communauté de communes Marne et Gondoire (CAMG), créée par un arrêté préfectoral du 28 novembre 2001 se transforme le 1er janvier 2005 en communauté d'agglomération sous le nom de Communauté d'Agglomération de Marne et Gondoire par un arrêté préfectoral du 29 décembre 2004.
Au regroupement de neuf communes d'origine, faisant partie du Val de Bussy (secteur 3 de la ville nouvelle de Marne-la-Vallée ; soit Bussy-Saint-Martin, Chanteloup-en-Brie, Collégien, Conches-sur-Gondoire, Gouvernes, Guermantes, Jossigny, Lagny-sur-Marne et Saint-Thibault-des-Vignes), se sont ajoutées :
- au 1er janvier 2005 : Carnetin, Dampmart, Thorigny-sur-Marne, Pomponne,
- au 1er janvier 2007 : Chalifert,
- au 1er janvier 2008 : Lesches,
- au 1er janvier 2012 : Jablines,
- au 1er janvier 2013 : Montévrain,
- au 1er janvier 2014 : Bussy-Saint-Georges.
- au 1er janvier 2018 : Ferrières-en-Brie et Pontcarré, qui quittent la communauté de communes du Val Briard[4] où elles avaient été intégrée contre leur gré[5],[6].

## Territoire communautaire

### Géographie
Située dans le nord de la Seine-et-Marne, à 25 km à l’est de Paris, l'intercommunalité est la troisième agglomération de plus de 50 000 habitants du département.

### Composition
La communauté d'agglomération est composée des 20 communes suivantes :

| Nom                        | Code Insee | Gentilé        | Superficie (km2) | Population (dernière pop. légale) | Densité (hab./km2) |
| -------------------------- | ---------- | -------------- | ---------------- | --------------------------------- | ------------------ |
| Bussy-Saint-Martin (siège) | 77059      | Busséens       | 2,64             | 728 (2022)                        | 276                |
| Bussy-Saint-Georges        | 77058      | Buxangeorgiens | 13,39            | 26 334 (2022)                     | 1 967              |
| Carnetin                   | 77062      | Carnetinois    | 1,61             | 457 (2022)                        | 284                |
| Chalifert                  | 77075      | Chaliferois    | 2,42             | 1 581 (2022)                      | 653                |
| Chanteloup-en-Brie         | 77085      | Chanteloupiens | 3,18             | 4 166 (2022)                      | 1 310              |
| Collégien                  | 77121      | Collégeois     | 4,27             | 3 332 (2022)                      | 780                |
| Conches-sur-Gondoire       | 77124      | Conchois       | 1,52             | 1 751 (2022)                      | 1 152              |
| Dampmart                   | 77155      | Dampmartois    | 5,92             | 3 655 (2022)                      | 617                |
| Ferrières-en-Brie          | 77181      | Ferrièrois     | 6,75             | 3 887 (2022)                      | 576                |
| Gouvernes                  | 77209      | Gouverniaux    | 2,72             | 1 175 (2022)                      | 432                |
| Guermantes                 | 77221      | Guermantais    | 1,26             | 1 151 (2022)                      | 913                |
| Jablines                   | 77234      | Jablinois      | 8,04             | 665 (2022)                        | 83                 |
| Jossigny                   | 77237      | Jossignaciens  | 9,62             | 639 (2022)                        | 66                 |
| Lagny-sur-Marne            | 77243      | Latignaciens   | 5,72             | 21 433 (2022)                     | 3 747              |
| Lesches                    | 77248      | Leschois       | 4,03             | 767 (2022)                        | 190                |
| Montévrain                 | 77307      | Montévrinois   | 5,44             | 14 847 (2022)                     | 2 729              |
| Pomponne                   | 77372      | Pomponnais     | 7,17             | 4 149 (2022)                      | 579                |
| Pontcarré                  | 77374      | Pontcarréens   | 9,46             | 2 149 (2022)                      | 227                |
| Saint-Thibault-des-Vignes  | 77438      | Théobaldiens   | 4,7              | 6 793 (2022)                      | 1 445              |
| Thorigny-sur-Marne         | 77464      | Thorigniens    | 5,17             | 10 405 (2022)                     | 2 013              |

### Démographie
| 1968   | 1975   | 1982   | 1990   | 1999   | 2006   | 2011   | 2016    | 2022    |
| ------ | ------ | ------ | ------ | ------ | ------ | ------ | ------- | ------- |
| 31 418 | 36 887 | 43 516 | 54 001 | 69 200 | 83 643 | 94 744 | 103 782 | 110 064 |

## Organisation

### Siège
Depuis 2006, la Communauté d'Agglomération de Marne et Gondoire a son siège au domaine de Rentilly (commune de Bussy-Saint-Martin), ayant appartenu en dernier à la famille Menier, propriétaire également de la chocolaterie Menier de Noisiel (aujourd'hui, siège de Nestlé France). L'ensemble du domaine de Rentilly appartient à la communauté d'agglomération.

### Élus
Le conseil communautaire de la communauté d'agglomération se compose de 60 conseillers, représentant chacune des communes membres et élus pour une durée de six ans.
Ils sont répartis comme suit :
| Nombre de conseillers | Communes                                                             |
| --------------------- | -------------------------------------------------------------------- |
| 15                    | Bussy-Saint-Georges                                                  |
| 11                    | Lagny-sur-Marne                                                      |
| 6                     | Montévrain                                                           |
| 5                     | Thorigny-sur-Marne                                                   |
| 3                     | Saint-Thibault-des-Vignes                                            |
| 2                     | Chanteloup-en-Brie, Collégien, Dampmart, Ferrières-en-Brie, Pomponne |
| 1 (+1 suppléant)      | les 10 autres communes                                               |

### Présidence
Le conseil communautaire du 6 juillet 2020 a réélu en tant que président de la communauté d'agglomération de Marne et Gondoire Jean-Paul Michel, maire de Lagny-sur-Marne, ainsi que ses 12 vice-présidents, qui sont :
1. Mireille Munch, maire de Ferrières-en-Brie, chargée des finances et du personnel ;
2. Pascal Leroy, maire de Carnetin, chargé des PME-PMI-Artisanat-Commerce ;
3. Yann Dubosc, maire de Bussy-Saint-Georges, chargé du développement économique - ZAE ;
4. Christian Robache, maire de Montévrain, chargé du SIETREM, de la qualité de l'air, du bruit et de la mutualisation ;
5. Laurent Delpech, maire de Dampmart, chargé du cycle de l'eau ;
6. Sinclair Vouriot, maire de Saint-Thibault-des-Vignes, chargé des transports et des mobilités ;
7. Nathalie Tortrat, maire de Gouvernes, chargée de l'habitat et du logement ;
8. Laurent Simon, maire de Chalifert, chargé du tourisme ;
9. Marc Pinoteau, maire de Collégien, chargé de la culture ;
10. Patrick Maillard, maire de Jossigny, chargé de l'agriculture et des bois ;
11. Manuel Da Silva, maire de Thorigny-sur-Marne, chargé de la politique de la ville et de la santé ;
12. Arnaud Brunet, maire de Pomponne, chargé du label "Vivre en Marne et Gondoire".

| Période      | Période                      | Identité         | Étiquette | Qualité                                                                                                |
| ------------ | ---------------------------- | ---------------- | --------- | --- |
| 2001         | septembre 2015               | Michel Chartier  | PS        | Ingénieur général honoraire des Ponts et Chaussées Maire de Collégien (1994 → 2014) Décédé en fonction |
| octobre 2015 | En cours (au 6 juillet 2020) | Jean-Paul Michel | Horizons  | Maire de Lagny-sur-Marne (2014 → )                                                                     |

### Compétences
L'intercommunalité exerce les compétences (obligatoires et optionnelles) qui lui ont été transférées par les communes membres, dans les conditions fixées par le code général des collectivités territoriales. Les communes peuvent également lui transférer des compétences facultatives ou dites "d'intérêt communautaire", afin d'élargir son champs d'intervention; Il s'agit de[réf. nécessaire] :
Les compétences obligatoires :
- Aménagement : En 2012, la Communauté d’Agglomération s’est dotée d’un aménageur public pour faciliter la mise en oeuvre des opérations d’aménagement et d’urbanisme du territoire. Cette compétence s’accomplit dans le cadre du Schéma de Cohérence Territoriale Marne, Brosse et Gondoire, adopté en février 2013, qui détermine l’organisation de l’espace dans les 15 ans à venir sur l’ensemble du bassin de vie afin de faire face aux enjeux à venir.

- Développement économique : Cette compétence vise à développer l’activité et l’emploi sur le territoire de Marne et Gondoire. Elle a pour mission la création, l’intégration, la gestion et l’entretien des zones d’activités économiques, mais également le développement des actions de soutien à l’activité économique et à l’emploi (aides à la création d’entreprises, promotion du territoire, accompagnement des créateurs d’entreprises, etc.)
- Logement & Habitat : La Communauté d’Agglomération détermine précisément les besoins actuels et à venir en logements ainsi que l’offre disponible sur l’ensemble de son territoire. C’est tout le sens du Programme Local de l’Habitat qui, validé et entré en application pour la période de 2012-2017, s’appuie sur un diagnostic complet incluant les aspects démographiques, sociaux et économiques et détermine un programme d’actions coordonnées dans l’ensemble des communes. Depuis la fin 2016, la Communauté d’Agglomération met en place une Conférence Intercommunale du Logement.
- Politique de la ville, prévention & sécurité : Cette compétence obligatoire inclut les dispositifs contractuels de développement urbain, de développement local et d’insertion économique et sociale d’intérêt communautaire. Elle inclut également les dispositifs locaux, d’intérêt communautaire, de prévention de la délinquance, dont la signature d’un contrat de ville datant de juin 2015, désignant le quartier d’Orly Parc comme prioritaire par l’État dans le cadre de la politique de la ville.
- Aires d'accueil des gens du voyage : Parmi les compétences nouvelles ou renforcées résultant de la loi NOTRe de 2015, le bloc des compétences obligatoires inclut dorénavant “l’aménagement, l’entretien et la gestion des aires d’accueil des gens du voyage”. À ce titre, la Communauté d’Agglomération a réalisé une aire d’accueil sur la commune de Saint-Thibault-des- Vignes, ouverte en septembre 2016, et en assure la gestion.
- Tourisme : La notion de “promotion du tourisme” correspond aux actions de promotion et d’animation locale du territoire et figure désormais parmi les compétences obligatoires que les communautés d’agglomération exercent de plein droit en lieu et place des communes membres. Le transfert de cette compétence, réalisée dans le cadre de la loi NOTRe, a été déléguée à l’Office de tourisme de Marne et Gondoire en 2005, comprenant ainsi la création, l’aménagement, l’entretien et la gestion de zones d’activités touristiques du territoire de Marne et Gondoire.
- Collecte et traitement des déchets : L’organisation du service d’élimination des déchets ménagers se fait désormais à l’échelon intercommunal. Cela comprend à la fois la compétence “collecte”, à savoir, l’ensemble des services de ramassage de tous les déchets (vidage des conteneurs d’apport volontaire, ramassage au porte-à-porte, déchetteries), ainsi que la compétence “traitement” (opérations de tri des recyclables secs et d’élimination des ordures ménagères résiduelles par enfouissement ou incinération).
- Gestion des milieux aquatiques et prévention des inondations (GEMAPI) : Depuis le 1er janvier 2018, la gestion des milieux aquatiques et prévention des inondations (Gemapi) fait partie des compétences obligatoires des EPCI par les lois de décentralisation n° 2014-58 du 27 janvier 2014 et n° 2015-991 du 7 août 2015. La communauté d’agglomération aura ainsi en charge : l’aménagement de bassin ou de fraction hydrographique ; l’entretien et l’aménagement de cours d’eau ou plan d’eau ; la défense contre les inondations ; la protection des sites, des écosystèmes aquatiques et des zones humides, ainsi que des formations boisées riveraines. Cette compétence sera exclusive à compter du 1er janvier 2020. En revanche, l’État reste compétent en matière de plans de prévention des risques d’inondations, de gestion des alertes, etc. Le Maire reste responsable en matière : d’information préventive des administrés, de prise en compte des risques dans les documents d’urbanisme et actes d’urbanisme, de surveillance et d’alerte, d’intervention en cas de carence des propriétaires (libre écoulement des eaux), d’organisation des secours. Enfin, le propriétaire riverain des cours d’eau conserve ses obligations d’entretien en application de l’article L.215-1 et s du Code de l’environnement : entretien courant du cours d’eau et de la préservation des milieux aquatiques situés sur ses terrains et gestion de ses eaux de ruissellement. L'entretien des caniveaux, des avaloirs en zone urbaine ou encore des fossés ne figurent pas dans la GEMAPI.

Les compétences optionnelles :
- Environnement & cadre de vie : Cette compétence a été étendue pour être prise dans sa totalité en 2013. Elle intègre les missions de protection et mise en valeur de l’environnement, cadre de vie (surveillance de la qualité de l’air et du bruit, soutien aux actions de maîtrise de la demande d’énergie).
- Eau : La compétence eau a été confiée à Marne et Gondoire lors du conseil communautaire du 12 mai 2014. La communauté d’agglomération est ainsi responsable de l’adduction et de la distribution de l’eau potable sur le territoire, au sein duquel elle exerce pleinement sa compétence pour les communes de Chanteloup-en-Brie, Chalifert et Lesches. Pour les autres communes de l’agglomération, l’eau potable est déléguée au SMAEP (Syndicat Mixte d’Alimentation en Eau Potable).
- Assainissement : Lorsque les communes membres ont décidé en 2005 de convertir Marne et Gondoire en communauté d’agglomération, elles ont choisi de lui déléguer la compétence optionnelle assainissement, à savoir tout ce qui concerne l’acheminement et le traitement des eaux usées et pluviales. Les premiers travaux ont débuté en 2006 et plus de 30 millions d’euros ont depuis été investis dans ce domaine, majeur pour le territoire.
- Équipements culturels & sportifs d'intérêt intercommunautaire :  La Communauté d’Agglomération réalise, aménage, entretient et gère les équipements culturels et sportifs d’intérêt communautaire (le centre aquatique de Marne et Gondoire, la halte fluviale et le moulin Russon), dans le but de créer une offre culturelle et sportive de qualité sur le territoire. L’intérêt communautaire permet de choisir ce qui, au sein d’une compétence donnée, relève de la communauté, le reste demeurant de compétence communale.
- Actions sociale d'intérêt communautaire : En 2017, les communes de Marne et Gondoire ont décidé de mener ensemble un projet pour renforcer l’accès des habitants aux soins. Ces actions seront réalisées au titre de l’action sociale d’intérêt communautaire incluant la coordination des acteurs de la santé, le soutien et la participation aux structures d’exercice collectif reconnues d’intérêt communautaire pour les professionnels de santé ainsi que les actions d’information, de prévention et de formation à vocation communautaire. Cette nouvelle compétence permettra de renforcer l’attractivité du territoire pour accueillir de nouveaux professionnels de santé, en les aidant par exemple à trouver des locaux ou en facilitant leurs démarches administrative.
- Maison des Services Publics : Les Maisons des Services Publics ont pour mission d’améliorer l’accessibilité et la qualité des services en milieu rural et urbain au sein de Marne et Gondoire, pour tous les publics. Cette compétence, créée par la loi NOTRe le 7 juillet 2015, a été transférée à la Communauté d’Agglomération en tant que compétence optionnelle le 1er janvier 2017.
- Voiries et parcs de stationnement d'intérêt communautaire : Depuis 2018, la communauté d’agglomération prend en charge la création et / ou l’aménagement et entretien de voiries d’intérêt communautaire, elle gère également tout ce qui concerne les parcs de stationnement d’intérêt communautaire (création, aménagement et gestion).

Les compétences facultatives :
- Enseignement musical : Marne et Gondoire gère l’enseignement musical en tant que compétence facultative depuis 5 ans. Elle définit, finance et met en oeuvre l’ensemble des actions d’enseignement musical dans le cadre du projet d’établissement du conservatoire intercommunal, en mettant en avant des actions de sensibilisation à la musique.
- Gestion d'évènement musicaux à rayonnement intercommunal : La Communauté d’Agglomération tend à favoriser l’accès à la musique pour tous les publics, par l’organisation et la gestion d’événements musicaux à rayonnement intercommunal, en lien avec la compétence “enseignement musical” ou avec les activités du Parc culturel de Rentilly - Michel Chartier.
- Développement numérique : La compétence “développement numérique” inclut la conception, construction, exploitation et commercialisation d’infrastructures, de réseaux et de services locaux de communications électroniques et activités connexes. À fin 2013, La Communauté d’Agglomération a adhéré au syndicat mixte Seine-et-Marne numérique pour développer le très haut débit sur l’ensemble du territoire en 2022.
- Espace verts, naturels et agricoles, d'intérêt communautaire : Cette compétence comprend l’aménagement et la gestion des espaces verts et naturels concourant à la fonctionnalité écologique du territoire et reconnus d’intérêt communautaire ; la mise en valeur et préservation des espaces agricoles comme définis dans le cadre du PPEANP ; la valorisation, l’aménagement et la sauvegarde de la “trame bleue” du territoire et notamment de la Marne et de ses affluents sur le territoire communautaire, ainsi que du site classé des vallées de la Brosse et de la Gondoire.
- Urbanisme et patrimoine architectural d'intérêt communautaire : La Communauté d’Agglomération de Marne et Gondoire assure par conventionnement les missions d’urbanisme avec les communes du territoire. Elle œuvre également à protéger et mettre en valeur le patrimoine architectural remarquable d’intérêt communautaire.
- Services d'incendie et de secours (SDIS et D.E.C.I) : La communauté d’agglomération contribue à la gestion des services d’incendie et de secours (SDIS) ainsi qu’à la défense extérieure contre l’incendie (D.E.C.I), à savoir : la création, l’aménagement et la gestion des points d’eau nécessaires à l’alimentation en eau des moyens des services d’incendie et de secours et la garantie de l’approvisionnement.
- Maison de santé pluridisciplinaire : Marne et Gondoire assure la construction et la gestion de la maison de santé pluridisciplinaire actuellement en cours de réalisation sur le Parc Saint-Jean à Lagny-sur-Marne qui devrait être opérationnelle dès 2019. Cette compétence a pour but de renforcer l’offre médicale et paramédicale du territoire et attirer les jeunes professionnels de santé.

### Régime fiscal et budget
La communauté d'agglomération est un établissement public de coopération intercommunale à fiscalité propre.
Afin de financer l'exercice de ses compétences, et comme toutes les communautés d'agglomération, Marne et Gondoire perçoit la fiscalité professionnelle unique (FPU) – qui a succédé à la taxe professionnelle unique (TPU) – et assure une péréquation de ressources entre les communes résidentielles et celles dotées de zones d'activité.

## Projets et réalisations

### Environnement
De nombreuses initiatives ont été mises en place au cours de l'année 2018 - 2019 et plusieurs récompenses ont été obtenues par le territoire.
Le 9 juillet 2019, Marne et Gondoire a été récompensé en tant que lauréat du Contrat de Transition Écologique : ces contrats sont une démarche innovante pour accompagner et soutenir la transformation écologique des territoires. Ainsi, Marne et Gondoire est dorénavant connu pour avoir une ambition de transition écologique ; une nomination qui vient compléter le diplôme de reconnaissance nationale « Territoires engagés pour la nature ».

### Territoires engagés pour la nature
Initié par le Ministère de la Transition écologique et solidaire, Régions de France, avec la contribution de l'Agence régionale de la biodiversité en Île-de-France, cette initiative consistait à interroger les collectivités franciliennes sur leurs pratiques et leurs projets en matière de protection et de restauration de la nature. Ainsi, à l'issue de ce questionnaire, la Communauté d'Agglomération de Marne et Gondoire a été reconnue comme "territoire engagé pour la nature", notamment pour son Schéma de Cohérence Territorial, son Plan Climat Air Énergie Territorial (notamment la concertation réalisée autour des clubs climat), le projet de réouverture du ru du Bicheret à Montévrain, la gestion des espaces, la limitation de la pollution lumineuse, etc. Marne et Gondoire est également qualifiée pour le concours « Capitale française de la Biodiversité » grâce à son projet de revalorisation du quai de la Gourdine à Lagny-sur-Marne, dont les résultats seront révélés dans le courant de l'automne 2019.

### La mise en place du Plan Climat Air Énergie Territorial
Le « Plan Climat Air Énergie Territorial », est un projet territorial de développement durable, dont le but est la lutte contre le changement climatique, le développement des énergies renouvelables, et la maîtrise de la consommation d’énergie. Pour l’accompagner dans cette mise en œuvre, la Communauté d’Agglomération de Marne et Gondoire s’est dotée du soutien technique du Syndicat Départemental d’Énergie de Seine-et-Marne (SDESM) ainsi que de la Commission Départementale pour la Transition Énergétique (CDTE) composée de nombreux partenaires institutionnels. L’étude a été engagée début 2018 et le PCAET devrait être approuvé fin 2019. Des temps d’échanges avec les partenaires et avec la population sont prévus tout au long de l'étude pour enrichir le diagnostic, le programme d’actions et informer la population de l’avancement de la procédure. Ainsi plusieurs projets ont été mis en place dans le cadre du PCAET, dont la création d'un forum d'échange et des interventions auprès du jeune public (avec la distribution de badges "les petits ambassadeurs").

### Parcours street art avec Técinka
L'office de tourisme de Marne-et-Gondoire a réalisé durant le printemps 2021, en collaboration avec l'artiste Técinka, un circuit d'œuvres de street art. Le projet s'est construit sur tout le territoire de la communauté d'agglomération et regroupe des dizaines de mosaiques représentant des cœurs, sujet de travail de l'artiste. Les mairies se sont impliquées dans la recherche de lieux pour l'installation des œuvres. Sous le principe d'un jeu de piste, les habitants de la région et les touristes peuvent partir à la recherche de ces cœurs en mosaïque, présents entre 2 et 4 par ville.